# Youthful Folly
Pour plus de détails, voir Fiche technique et Distribution.
Youthful Folly est un film muet américain, réalisé par Alan Crosland, sorti en 1920, avec Olive Thomas, Crauford Kent et Helen Gill.

## Synopsis
Nancy Sherwin, interprétée par Olive Thomas, s'ennuie dans la plantation où elle vit avec ses trois vieilles tantes, dont Martha (Florida Kinglsey) et Jenny (Eugenia Woodward). Sa vie prend un nouveau tournant lors de la visite que lui rend Lola (Helen Gill), sa cousine de New-York. Ce que Nancy ignore, c'est que Lola fuit le scandale qu'elle a provoqué en poursuivant sa relation avec David Montgomery (Crawford Kent), tout en étant mariée à Jonathan Ainsley (Harry Truesday).
Lorsque Montgomery vient dans le Sud à la recherche de Lola, Nancy tombe immédiatement amoureuse de lui. Lola voit dans cette union une opportunité pour détourner l'attention d'elle-même, tandis que les tantes y voient le moyen de se débarrasser de Nancy.
Le mari mondain et l'épouse naïve forme un drôle de couple. Alors que Nancy noue une amitié innocente avec Jimsy Blake, Montgomery poursuit sa relation avec Lola. Elle parvient à convaincre Nancy qu'il ne l'a pas épousée par amour, lui brisant le cœur.
Le mari de Lola, quant à lui, fou de jalousie, en vient à tirer sur Montgomery. Nancy s'interpose et est gravement blessée. Pendant son rétablissement, elle se réconcilie avec Montgomery.

## Fiche technique
- Titre original : Youthful Folly
- Réalisation : Alan Crosland
- Scénario : Frances Marion, John Lynch
- Photographie : Jules Cronjager
- Production : Selznick Pictures Corporation
- Distribution : Select Pictures Corporation (États-Unis)
- Format : Noir et blanc - 1,33:1 - Muet - 35mm
- Durée : 50 minutes
- Date de sortie : 
  - États-Unis : 8 mars 1920

## Distribution
- Olive Thomas : Nancy Sherwin
- Crauford Kent : David Montgomery
- Helen Gill : Lola Ainsley
- Hugh Huntley : Jimsy Blake
- Charles Craig : révérend Bluebottle
- Howard Truesdale : Jonathan Ainsley
- Florida Kingsley : tante Martha
- Eugenie Woodward : tante Jenny
- Pauline Dempsey : Mammy